# 스가타가와촌
스가타가와촌(姿川村)은 도치기현의 남부, 가와치군에 속했던 촌이다. 

## 역사
- 1889년 4월 1일 - 정촌제 시행에 의해 가와치군 스가타가와촌이 성립하였다.
- 1934년 1월 1일 - 스가타가와촌의 일부가 우쓰노미야시에 편입되었다.
- 1955년 4월 1일 - 스즈메노미야정과 함께 우쓰노미야시에 편입해 소멸하였다.

## 교통

### 철도
- 일본국유철도 (현 동일본 여객철도)
  - 닛코선
- 도부 철도
  - 우쓰노미야선

## 참고문헌
- 『ふるさと再発見 わたしたちの姿川』姿川地区まちづくり協議会、2013年3月31日。